# Тхукпа

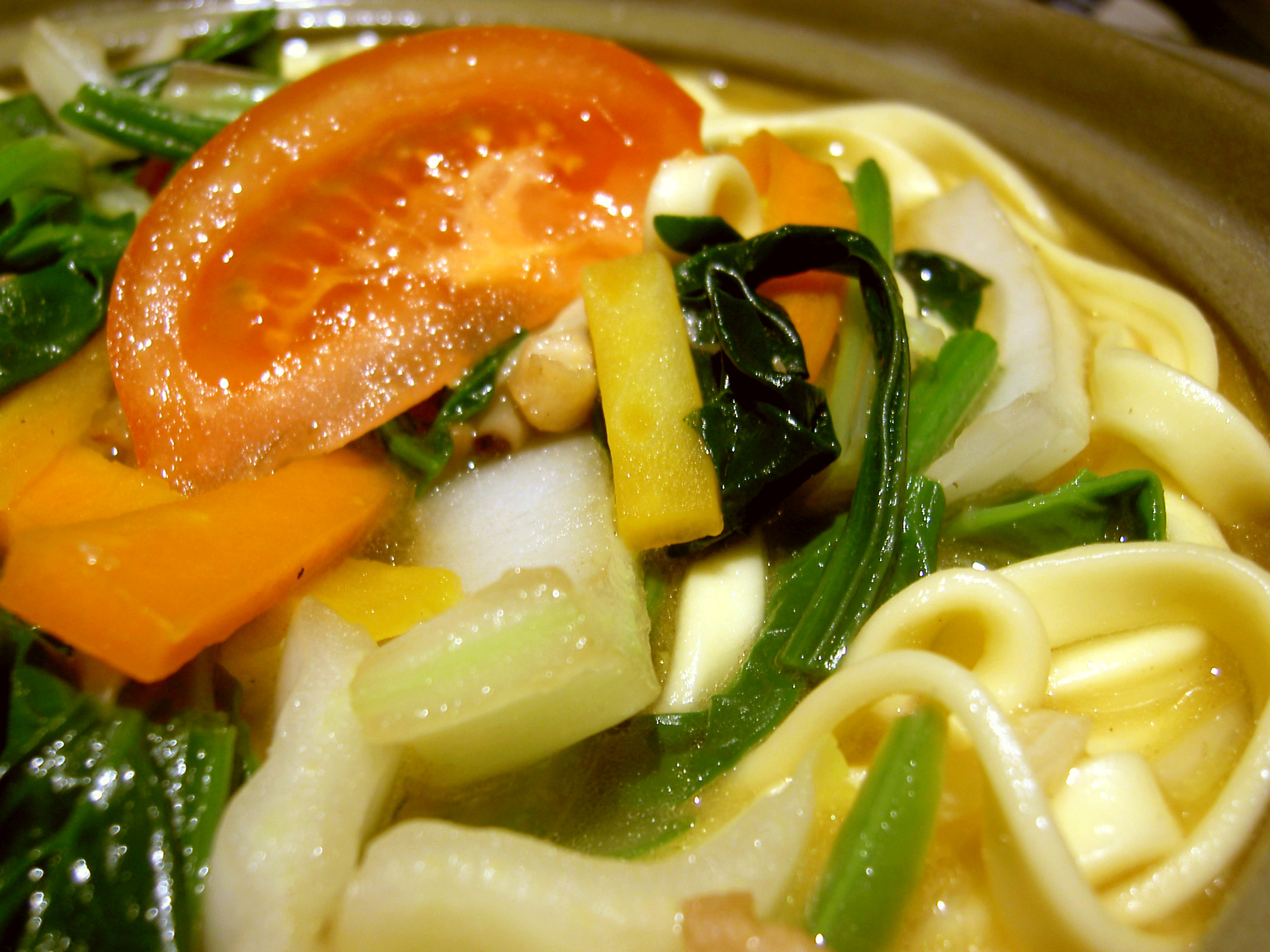
Тхукпа

Тхукпа (тиб. ཐུག་པ་, Вайли thug pa) — тибетский суп на основе лапши. Популярен также в Индии, в штатах, в населении которых присутствуют тибетцы: Ладакх, Сикким, Западная Бенгалия.
Существуют ряд разновидностей тхукпа, среди которых тентук (тиб. འཐེན་ཐུག་, Вайли 'then thug), гьятук (тиб. རྒྱ་ཐུག་, Вайли rgya thug) и другие.

## Ингредиенты
Для приготовления супа тхукпа в качестве ингредиентов используются: лапша (возможна яичная), лук, помидоры, капуста, зелёный горошек, чеснок, соль, чёрный перец. Если это не вегетарианская лапша, то используется фаршированное мясо.

## Интересные факты
Тибетцы едят много момо и тхукпа. В книге Путешествие в Ладакх Эндрю Харви (англ. Andrew Harvey) приводится следующий рассказ, проживающего в Ладакхе с тибетцами мусульманина Ахмеда (англ. Ahmed):

Что они [тибетцы] едят? Много чая, сэр. Очень много чая. Тибетского чая. Утром, днём, вечером. Этот чай — это чай с солью и содой. Очень плохой. Но им очень нравится. Иногда немного овощей, иногда немного мяса, иногда небольшой супчик с лапшой, помидорами и капустой. Тхукпа — так они его называют. Всегда тхукпа, тхукпа, тхукпа. Вот почему я такой худой, сэр, я не могу есть этот тхукпа, мне приходится ходить на рынок есть самсу
Оригинальный текст (англ.)What are they eating? Much tea, sir. Very much tea. Tibetan tea.  Morning, noon, night. This tea is tea and salt and soda. Very bad. But they are liking very much. Sometimes a little vegetables, sometimes a little meat, sometimes a little soup with noodles, tomatoes and cabbage. Thukpa they are calling it. Always thukpa thukpa thukpa. This is why I am thin, sir, I cannot eat this thukpa, I am having to go to market to eat samosa